# Коссобудзкая, Рената
Рената Коссобудзкая (пол. Renata Kossobudzka) — польская актриса театра, кино, радио и телевидения.

## Биография
Родилась в Варшаве.
Во время немецкой оккупации Польши под влиянием школьной подруги Рената приняла решение помогать евреям Варшавы. В квартире, где она жила с матерью Станиславой с 1942 года находилось убежище для бежавших из гетто евреев. Иногда в их квартире одновременно проживало до двенадцати беженцев, четверо жили там постоянно.
После войны Рената дебютировала в театре в 1946 году в Гдыне. Актриса театров в Познани, Радоме и Варшаве. Выступала в спектаклях польского «театра телевидения» в 1957—1994 годах и в радиопередачах «театра Польского радио» с 1957 года. Умерла в «Доме Актёра в Сколимуве» в городе Констанцин-Езёрна.

## Фильмография
- 1955 — Атлантическая повесть / Opowieść atlantycka
- 1963 — Два ребра Адама / Dwa żebra Adama
- 1964 — Вернись, Беата! / Beata
- 1966 — Марыся и Наполеон / Marysia i Napoleon
- 1966-1968 — Клуб профессора Тутки / Klub profesora Tutki (в сериях 2 и 8)
- 1970 — Колумбы / Kolumbowie (только в 1-й серии)
- 1983 — Дом святого Казимира / Dom świętego Kazimierza
- 2001 — Канун весны / Przedwiośnie

## Признание
- 1955 — Медаль «10-летие Народной Польши».
- 1976 — Кавалерский крест Ордена Возрождения Польши.
- 1987 — Офицерский крест Ордена Возрождения Польши.
- 1993 — Диплом и медаль праведника мира.